# SM天津滨海城市广场
SM天津滨海城市广场（英语：SM City Tianjin）是菲律宾连锁商场企业SM公司旗下位于中国天津的一家购物中心。

## 历史
由施至成创立的菲律宾零售集团SM集团计划在中国拓展其购物中心业务。SM集团在中国的首家购物中心——厦门SM城市广场于2001年在福建开业。 当时，SM集团的策略是将购物中心选在苏州、重庆和天津等“二线”城市，而不是北京和上海。SM公司当时认为北京和上海的购物中心市场竞争已经非常激烈，而且当地的房价也很高。2010年11月26日，SM天津城市广场奠基仪式在天津举行。 
SM天津滨海城市广场于2016年12月17日在天津空港经济区开业。 这是菲律宾连锁购物中心品牌SM Supermalls在中国的第七家店。该购物中心由ARQ建筑公司设计。 总建筑面积为565,000平方（6,080,000平方英尺） ，该商场在开业时是全球最大的SM购物中心。 目前是世界上第二大的SM购物中心（仅次于位于菲律宾的SM亚洲购物中心），也是中国大陆可出租毛面积第二大的购物中心（仅次于东莞华南MALL，但又略超北京世纪金源购物中心）、世界上可出租毛面积第七大的购物中心。

## 入驻商家（部分）
迪卡侬、海底捞、星巴克、华为、三星、小米、安踏、阿迪达斯、海尔卡萨帝、永辉超市（胖东来调改）、万达影城、名创优品等。

## 交通
该购物中心设有8100多个车位，同时附近有五条天津公交线路与其联络。天津地铁Z2线规划在此购物中心附近设站。